# Craonnelle
Craonnelle é uma comuna francesa na região administrativa de Altos da França, no departamento de Aisne. Estende-se por uma área de 5,91 km². Em 2010 a comuna tinha 119 habitantes (densidade: 20,1 hab./km²).